# Hongkong Electric
Hongkong Electric är ett företag, baserat i Hongkong. Företaget var det första att producera elektricitet i Hongkong. Det grundades 1890. Företagets första kraftverk öppnade i Wan Chai. Idag finns alla kraftverk i Lamma kraftverk. Hongkong Electric ingår i Power Assets Holdings (Cheung Kong Holdings).